# Constantin Fehrenbach
Constantin Fehrenbach, algumas vezes incorretamente Konstantin Fehrenbach, (Bonndorf, 11 de Janeiro de 1852 — Freiburg im Breisgau, 26 de Março de 1926) foi um político alemão.
Ocupou o cargo de Reichskanzler (Chanceler da República de Weimar), de 21 de Junho de 1920 a 10 de Maio de 1921.

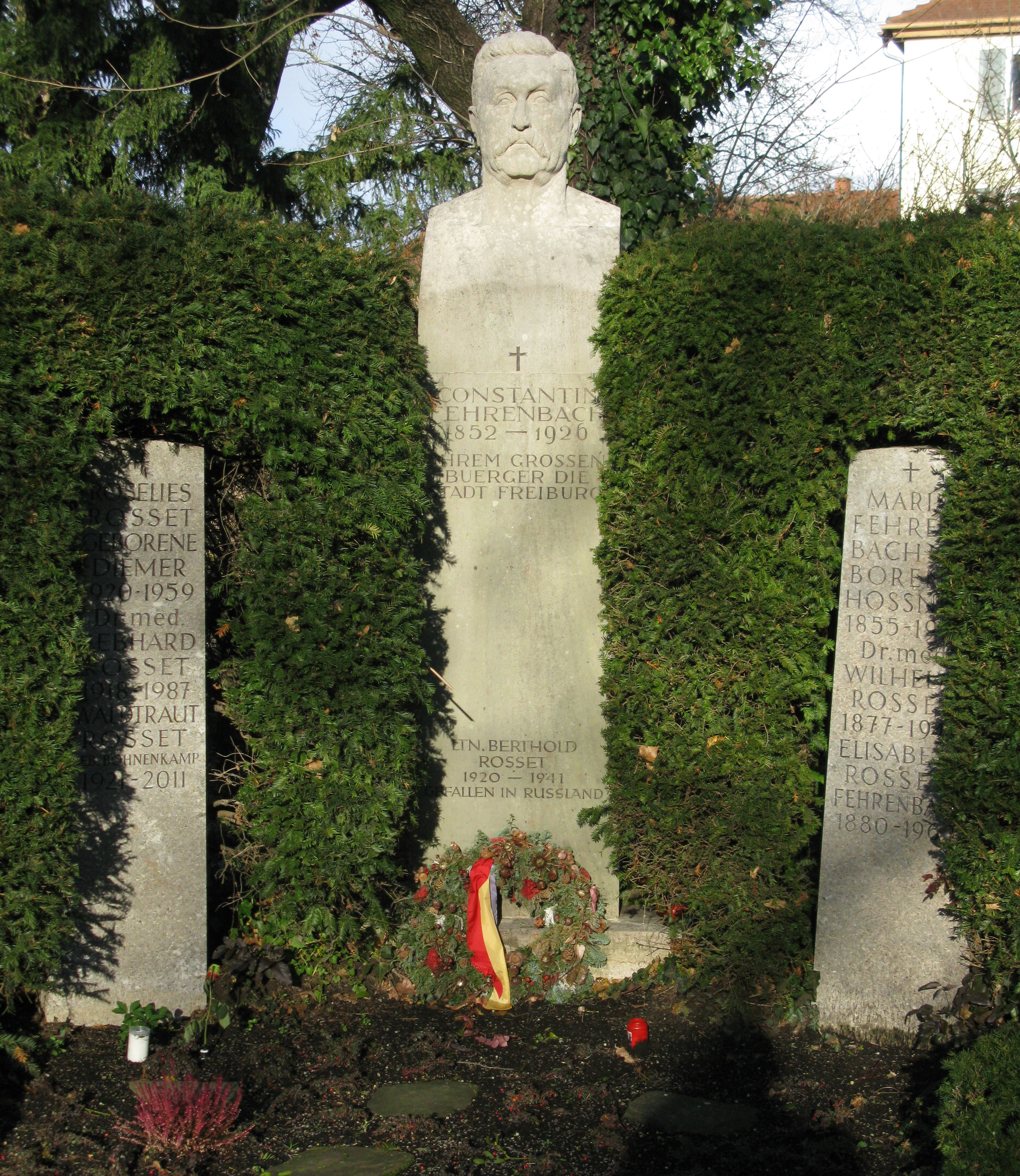
Sepultura de Fehrenbach no Hauptfriedhof Freiburg im Breisgau